# Alice Merryweather
Alice Merryweather (* 5. Oktober 1996 in Hingham, Massachusetts) ist eine ehemalige US-amerikanische Skirennläuferin. Sie war auf die Disziplinen Abfahrt und Super-G spezialisiert.

## Biografie
Bereits im Alter von vier Jahren erlernte Merryweather an den Hängen von Attitash Mountain das Skifahren. Ihre Liebe zum alpinen Skisport führte sie dann über das Attitash Race Team an die Stratton Mountain School, wo sie sich weiterentwickelte. Als 15-Jährige begann sie im November 2011 an FIS-Rennen teilzunehmen. Ihr Debüt im Nor-Am Cup folgte am 1. Dezember 2012 in Copper Mountain, wo sie am darauf folgenden Tag erstmals in die Punkteränge fuhr. Die erste Top-10-Platzierung im Nor-Am Cup gelang ihr im Dezember 2013, einen Monat später folgte der erste Sieg in einem FIS-Rennen. Im März 2014 nahm sie erstmals an Juniorenweltmeisterschaften teil. Am 20. Februar 2015 fuhr sie im Nor-Am Cup erstmals aufs Podest, als Drittplatzierte in einem Super-G in Nakiska. Ihr Weltcup-Debüt hatte Merryweather am 9. Januar 2016 bei der in zwei Läufen ausgetragenen Sprint-Abfahrt von Garmisch-Partenkirchen, wo sie ohne Ergebnis blieb.
Während der Saison 2016/17 schaffte Merryweather in sechs Rennen des Nor-Am Cups eine Podestplatzierung (darunter ein Sieg in Panorama), ebenso entschied sie die Abfahrts-Disziplinenwertung für sich. Bei den Juniorenweltmeisterschaften 2017 in Åre gewann sie die Goldmedaille in der Abfahrt. Ihre ersten Weltcuppunkte holte sie am 16. Dezember 2017 mit Platz 24 in der Abfahrt von Val-d’Isère. Obwohl dies ihr einziges zählbares Ergebnis auf dieser Stufe war, durfte sie an den Olympischen Winterspielen 2018 in Pyeongchang teilnehmen, wo sie in der Kombination Platz 15 erreichte. Im Weltcupwinter 2018/19 fuhr Merryweather regelmäßig in die Punkteränge, das erste Top-10-Ergebnis gelang ihr am 27. Januar 2019 mit Platz 8 in der Abfahrt von Garmisch-Partenkirchen. Dieses Ergebnis egalisierte sie am 23. Februar 2020 in der Kombination von Crans-Montana.
Nach Ausbruch der COVID-19-Pandemie litt Merryweather an Essstörungen und war von Magersucht betroffen, worauf sie die ganze Saison 2020/21 verpasste. Im September 2021 stürzte sie beim Abfahrtstraining in Saas-Fee schwer; dabei erlitt sie im linken Bein einen Schien- und Wadenbeinbruch, einen Meniskusschaden sowie einen Innen- und Kreuzbandriss. Es folgten mehrere Operationen und eine lange Erholungsphase. Nach einer Pause von über dreieinhalb Jahren gab sie im Dezember 2023 ihr Comeback im Weltcup, wobei sie in sechs Rennen ohne Punkte blieb. Da sie keine ausreichende Unterstützung durch den US-Skiverband mehr erhielt, beendete sie im Mai 2024 ihre Karriere.

## Erfolge

### Olympische Spiele
- Pyeongchang 2018: 9. Mannschaftswettbewerb, 15. Alpine Kombination, 42. Slalom

### Weltmeisterschaften
- Åre 2019: 18. Alpine Kombination, 22. Abfahrt, 22. Super-G

### Weltcup
- 2 Platzierungen unter den besten zehn

### Weltcupwertungen
| Saison  | Gesamt | Gesamt | Abfahrt | Abfahrt | Super-G | Super-G | Kombination | Kombination |
| Saison  | Platz  | Punkte | Platz   | Punkte  | Platz   | Punkte  | Platz       | Punkte      |
| ------- | ------ | ------ | ------- | ------- | ------- | ------- | ----------- | ----------- |
| 2017/18 | 119.   | 7      | –       | –       | 47.     | 7       | –           | –           |
| 2018/19 | 65.    | 76     | 27.     | 72      | 49.     | 2       | 29.         | 2           |
| 2019/20 | 37.    | 167    | 27.     | 64      | 26.     | 63      | 12.         | 40          |

### Nor-Am Cup
- Saison 2016/17: 6. Gesamtwertung, 1. Abfahrtswertung, 3. Super-G-Wertung, 8. Kombinationswertung
- Saison 2018/19: 5. Abfahrtswertung
- 12 Podestplätze, davon 2 Siege:

| Datum             | Ort       | Land   | Disziplin |
| ----------------- | --------- | ------ | --------- |
| 13. Dezember 2016 | Panorama  | Kanada | Super-G   |
| 19. März 2019     | Sugarloaf | USA    | Abfahrt   |

### Weitere Erfolge
- 5 Siege in FIS-Rennen

### Juniorenweltmeisterschaften
- Jasná 2014: 31. Kombination, 36. Abfahrt, 37. Super-G
- Hafjell 2015: 30. Abfahrt, 37. Kombination, 37. Super-G
- Sotschi 2016: 18. Super-G, 29. Riesenslalom
- Åre 2017: 1. Abfahrt, 24. Kombination